# Раде-бай-Гоенвештедт
Раде-бай-Гоенвештедт (нім. Rade bei Hohenwestedt) — громада в Німеччині, розташована в землі Шлезвіг-Гольштейн. Входить до складу району Рендсбург-Екернферде. Складова частина об'єднання громад Міттельгольштайн.
Площа — 3,2 км2. Населення становить 96 ос. (станом на 31 грудня 2020).